# The Recruit (serie de televisión)
The Recruit (en Hispanoamérica: El Novato y en España: El nuevo empleado) es una serie de televisión de Estados Unidos de aventuras de espías de los géneros acción, suspenso y comedia, creada por Alexi Hawley para el servicio de streaming estadounidense Netflix. Fue producida por Entertaiment One e Hyptonic Production, y distribuida por Netflix. La obra sigue a Owen Hendricks (Noah Centineo), un abogado novato de la CIA que se ve involucrado en conflictos internacionales de alto riesgo después de que un activo intenta exponer su relación con la agencia. 
La primera temporada se estrenó el 16 de diciembre de 2022 con 8 episodios. Fue dirigida por Doug Liman, Alex Kalymnios, Emmanuel Osei-Kuffour y Julian Holmes. La segunda temporada fue estrenada el 30 de enero de 2025 con 6 episodios. Fue dirigida por Julian Holmes, Jessica Yu, Viet Nguyen, John Hyams y Alexi Hawley.